# Agustín Doffo
Agustín Doffo, (Oliva, 25 de maio de 1995), é um futebolista argentino que atua como Ponta Esquerda. Atualmente, joga pela O'Higgins.

## Carreira

### Vélez Sarsfield
Nascido em Oliva, Córdova, Doffo se juntou à formação juvenil do Vélez Sarsfield em 2010. Ele fez sua estreia no time em 23 de maio de 2016, entrando como o substituto de Nicolás Delgadillo em uma vitória fora de casa por 3 a 1 contra o Banfield para o campeonato Superliga Argentina; Ele também forneceu uma assistência para o último gol de Mariano Pavone.

### Villarreal
Em agosto de 2016, Doffo, assinou um contrato de empréstimo de um ano com o Villarreal. Doffo não fez parte do elenco do Villarreal principal, ele fez parte do elenco do Villarreal B.

### Chapecoense
No dia 10 de julho de 2018, Doffo foi apresentado na Chapecoense.